# Justin Trudeau
Justin Pierre James Trudeau PC MP, kanadski politik, * 25. december 1971, Ottawa, Kanada. 
Je član in nekdanji vodja Liberalne stranke. Od leta 2015 do 2025 je bil predsednik vlade Kanade. Je doslej drugi najmlajši kanadski premier (mlajši je bil le Joe Clark) in prvi iz Generacije X; kot najstarejši sin Pierra Trudeauja je tudi prvi potomec kanadskega predsednika vlade, ki zaseda to mesto.

## Življenjepis
Rodil se je v Ottawi in obiskoval srednjo šolo Jean-de-Brébeuf ter leta 1994 diplomiral na Univerzi McGill, leta 1998 pa še na Univerzi Britanske Kolumbije (UBC). Javnost je postala pozorna nanj oktobra 2000, ko je ob državnem pogrebu Pierrea Trudeauja imel pogrebni nagovor. Po študiju je delal kot učitelj v Vancouvru, nato je študiral inženirstvo, in začel tretjestopenjski študij okoljske geografije. V javnosti je odmeval s svojimi stališči glede aktualnih vprašanj; leta 2007 je igral v TV-seriji Velika vojna.
Po očetovi smrti se je Trudeau začel vse bolj posvečati politiki. Na zveznih volitvah leta 2008 ga je volilno okrožje Papineau izvolilo v zvezni parlament. Leta 2009 ga je Liberalna stranka imenovala za svojega kritika za teme mladih in za multikulturalizem, naslednje leto pa  za državljanstvo in priseljevanje. V letu 2011 je dobil nalogo kritika za srednješolsko izobraževanje in mladinski in amaterski šport. Aprila 2013 je Trudeau postal vodja Liberalne stranke in svojo stranko leta 2015 popeljal do zmage na zveznih volitvah, liberalci so s tretjega mesta s 36 sedeži pristali na prvem mestu s 184 sedeži, kar je največji skok doslej v Kanadi. Forbes je Trudeauja uvrstil na 69. mesto med najbolj vplivnimi ljudi sveta.

### Federalne volitve 2019
V mesecih pred federalnimi volitvami 2019, je na Trudeauja padlo veliko očitkov, ki so omajali njegovo priljubljenost. Eden od medijsko najbolj prodornih je bil očitek rasizma; ameriški mediji so namreč objavili fotografijo iz tematske šolske zabave leta 2001, na kateri je bil Trudeau oblečen v Aladina, obraz pa je imel obarvan črno. Nadalje je njegovo priljubljenost načela tudi afera z vplivanjem na nekdanjega kanadskega ministra. Vplivanje naj bi vršil v povezavi s sojenjem kanadskemu gigantu na področju inženirstva SNC-Lavalin. Opozicija, pod vodstvom vzpenjajočih se konservativcev je Trudeauju očitala tudi mnoge nasedle projekte, ki so bili paradni konji preteklih volitev, ter slab odnos do staroselcev.
Trudeaujeva Liberalna stranka je na volitvah, ki so potekale 21. oktobra 2019 sicer zmagala, a so iz prejšnjih 177, padli na 157 poslanskih sedežev, kar pomeni izgubo večine v parlamentu. Skokovito so se jim približali konservativci, ki so osvojili 121 sedežev, kar je za 26 mest več kot v prejšnjem mandatu.